# Winston Churchill nella cultura di massa
Nominato come il più grande britannico di tutti i tempi e considerato come una della più influenti figure della storia britannica, Churchill è stato spesso raffigurato in film, serie televisive, radio, libri e altri mezzi di comunicazione.

## Film
- L'ora più buia (Darkest Hour), regia di Joe Wright (2017)
- Churchill (2017), regia di Jonathan Teplitzky - Brian Cox
- Churchill's Secret (2016) - Michael Gambon
- Paradox (2010) - Alan C. Peterson
- Il discorso del re (2010) - Timothy Spall
- Into the Storm - La guerra di Churchill (2009) - Brendan Gleeson, per HBO
- Bastardi senza gloria (2009) - Rod Taylor
- I Am Bob (2007) - Ian Beyts
- Allegiance (2005) - Mel Smith
- Churchill: The Hollywood Years (2004) - Christian Slater
- The Virgin of Liverpool (2003) - Paul Barber
- The Gathering Storm (2002) - Albert Finney, per HBO
- Two Men Went to War (2002) - David Ryall
- Operación gónada (2000) - Craig Stevenson
- Shaheed Uddham Singh: Alais Ram Mohammad Singh Azad (2000) - Joe Lamb
- Caro dolce amore (1994) - John Evans
- Casablanca Express (1989) - John Evans
- Jane and the Lost City (1987) - Richard Huggett
- Katastrofa w Gibraltarze (1984) - Wlodzimierz Wiszniewski
- Bourreau des coeurs, Le (1983) - René Douglas
- Sekret Enigmy (1979) - Józef Zacharewicz
- Picassos äventyr (1978) - Sune Mangs
- The Eagle Has Landed (1976) - Leigh Dilley
- Gli anni dell'avventura (1972) - Simon Ward
- Liberazione (1970) - Yuri Durov
- Operazione Crossbow (1965) - Patrick Wymark
- The Siege of Sidney Street (1960) - Jimmy Sangster
- Nezabyvaemyy God 1919 (1952) - Viktor Stanitsyn
- Un americano a Parigi (1951) - Dudley Field Malone
- Due mogli sono troppe (1950) - Pietro Meloni
- La caduta di Berlino (1950) - Viktor Stanitsyn
- The Lights of Baku (1950) - Viktor Stanitsyn
- Stalingradskaya bitva I (in inglese: The Battle of Stalingrad) (1949) - Viktor Stanitsyn
- Mission to Moscow (1943) - Dudley Field Malone
- Ohm Kruger l'eroe dei Boeri (1941) - Otto Wernicke
- Royal Cavalcade (1935) - C.M. Hallard

## Teatro
- The Audience (2013) - Edward Fox (in sostituzione di Robert Hardy, ritirato prima della conferenza stampa per motivi di salute)
- Three Days in May (2011) - Warren Clarke (premiere nel 2011)
- Never So Good (2007) - Ian McNeice (premiere nel 2007)

## Televisione
- Close to the Enemy (2016) - Derek Herbert
- The Crown (2016) - John Lithgow
- Up the Women - "Train" (2015) - Harry Peacock
- The World Wars (2014) - Ian Beyts, Tom Vickers (giovane)
- Peaky Blinders (2013) - Andy Nyman (2014) - Richard McCabe
- I misteri di Murdoch - "Winston's Lost Night" (2013) - Thomas Howes
- Doctor Who - "The Beast Below", "La vittoria dei Dalek", "The Pandorica Opens", "The Wedding of River Song" "(2010-2011) - Ian McNeice
- Horrible Histories (2009-2014) - Jim Howick
- Into the Storm - La guerra di Churchill (2009) - Brendan Gleeson
- The Sittaford Mystery (2006) - Robert Hardy
- Wallis and Edward (2005) - David Calder
- Bertie ed Elizabeth (2002) - David Ryall
- The Lost World (2001) - Linal Haft
- Annie: una vera avventura! (1995) - David King
- Seconda guerra mondiale: Quando Lions Roared (1994) - Bob Hoskins
- A Dangerous Man: Lawrence After Arabia (1992) - Michael Cochrane
- Le avventure del giovane Indiana Jones (1992) - Julian Fellowes
- 'Allo 'Allo!, serie 7, episodio 4, "Up the Crick Without a Piddle" (1991) - John James Evanson (con il nome John James Evans)
- Bomber Harris (1989) - Robert Hardy
- Ricordi di guerra (1988) - Robert Hardy
- Venti di guerra (1983) - Howard Lang
- Le sconfitte di un vincitore: Winston Churchill 1928-1939 (1981) - Robert Hardy
- Churchill and the General (1979) - Timothy West
- Eleanor e Franklin: The White House Years (1977) - Arthur Gould-Porter
- Days of Hope (1975) - questo è un ritratto relativamente negativo di Churchill che evidenzia il suo atteggiamento nei confronti dei minatori durante gli scioperi del 1921 e 1926
- Edoardo VII principe di Galles (1975) - Christopher Strauli
- The Gathering Storm (1974) - Richard Burton
- The Valiant Years (1960-1963) - Richard Burton

## Musica
- I Kinks registrarono "Mr. Churchill Says" per il loro album del 1969 Arthur.
- La serie di YouTube Epic Rap Battles of History ha visto Dan Bull come Churchill nella sua quinta stagione; Churchill ha combattuto contro Theodore Roosevelt, interpretato da EpicLLOYD.
- Gli Iron Maiden hanno incluso parti del famoso discorso di Churchill "Combatteremo sulle spiagge" nelle versioni dal vivo della canzone "Aces High" dall'album Powerslave del 1984.
- Oliver's Army di Elvis Costello.
- Stop the Cavalry di Jona Lewie.
- Fool's Overture dei Supertramp include estratti dal discorso "Never Surrender", dall'album del 1977 Even in the Quietest Moments....

## Radio
- Peter Sellers ha incluso Churchill come il suo Primo ministro modello per The Goon Show. Churchill è raffigurato com'era durante la seconda guerra mondiale. In The Goon Show, è ovviamente trattato con umorismo, avendo un segretario straniero africano chiamato Basil (interpretato da Ray Ellington). Inoltre, è responsabile del sostegno ai piani di Neddie Seagoon per il lancio a lungo raggio di missili guidati, pattumiere atomiche e lancio di budini di pastella a Clement Attlee.
- Churchill's Other Lives, serie di documentari, interpretata da Roger Allam (2011)

## Letteratura
- Dominion (2012) di C. J. Sansom è scritto come una storia alternativa, ambientata in un mondo parallelo degli anni '50 in cui i nazisti occupano la Gran Bretagna attraverso un governo fantoccio, e un anziano Churchill è il leader in esilio del movimento di resistenza britannico.
- Il centenario che saltò dalla finestra e scomparve di Jonas Jonasson (2012).
- Churchill's Triumph, il quarto in un quadrilogia di romanzi dedicati a Churchill di Michael Dobbs (2005).
- Churchill's Hour, il terzo in un quadrilogia di romanzi dedicati a Churchill di Michael Dobbs (2004).
- Southern Victory Series di Harry Turtledove, ambientato in un universo parallelo dove la Confederazione si separò dagli Stati Uniti nel 1862. Nel 1935, dopo la sconfitta dell'Intesa ad opera delle Potenze Centrali nella prima guerra mondiale, i conservatori guidati da Churchill entrarono in coalizione con le Silvershirts. Nel 1941, dichiararono guerra alla Germania, stringendo una difficile alleanza con la Confederazione di Jake Featherston.
- Never Surrender, il secondo in una quadrilogia di romanzi su Churchill di Michael Dobbs (2003).
- Winston's War, il primo di un quadrilogia di romanzi su Churchill di Michael Dobbs (2002).
- Players, un romanzo ispirato a Doctor Who di Terrance Dicks (1999).
- Churchill è un personaggio significativo nel romanzo Redemption (1995), di Leon Uris.
- Churchill è un personaggio significativo nel romanzo Lampi (1988), di Dean Koontz.

## Miscellanea
- La Cerimonia di apertura dei Giochi della XXX Olimpiade nel 2012 ha visto una versione animata della statua di Churchill, sopra la quale James Bond e la Regina volano in elicottero: mentre lo salutano, lui solleva il bastone in risposta. È presente anche un'apparizione da Timothy Spall nei panni di Churchill.
- Churchill è stato incluso in Assassin's Creed: Syndicate di Ubisoft come alleato di Lydia Frye.
- Churchill avrebbe dovuto comparire nel film Quarto potere di Orson Welles con Charles Foster Kane durante la sequenza "News of the March", ma la sequenza fu tagliata.